# Тайна острова чудовищ
«Тайна острова чудовищ» (исп. Misterio en la isla de los monstruos; иные русскоязычные названия «Загадка острова сокровищ», «Остров чудовищ») — американо-испанский приключенческий фильм с элементами комедии 1981 года режиссёра Хуана Пике Симона. Фильм является вольной экранизацией произведений Жюля Верна «Таинственный остров» и «Школа Робинзонов». Премьера фильма состоялась 3 апреля 1981 года. В советский кинопрокат фильм вышел в 1985 году под названием «Тайна острова чудовищ».

## Сюжет
Уильям Т. Колдеруп, богатый человек, заправляющий миллионами, предлагает Джеффу Моргану жениться на его дочери Мэг. Однако Морган отклоняет предложение, мотивируя свою позицию тем, что он ещё молод и не так уж и много повидал на своём веку, а брак и вовсе отнимет у него свободу. Колдеруп принимает решение и спонсирует путешествие Моргана по всему миру в надежде что последний, после окончания путешествия, женится на его дочери. Также, помимо судовой команды, к Моргану присоединяется профессор Томас Артелет. После некоторого времени корабль отплывает навстречу приключениям.
Последние не преминули себя долго ждать — в одну из ночей главные действующие лица просыпаются от непонятных толчков и обнаруживают, что вся команда мертва. Вскоре они обнаруживают убийц — рыбоподобных чудовищ, которые начали погоню за выжившими. Последние покидают корабль, а волны прибивают их к берегам с виду пустынного острова. Однако остров не такой уж и пустынный: помимо различного рода чудовищ, на нём находятся пираты и людоеды.

## В ролях
- Теренс Стэмп — Taскинар / Скиннер
- Питер Кашинг — Вильям Колдеруп
- Ян Сера — Джефф Морган
- Дэвид Хаттон — профессор Томас Артелект
- Гаспар Ипуа — Карефинату
- Бланка Эстрада — Доминика Бланшар
- Ана Обрегон — Мег Холлани
- Франк Брана — Бирлинг
- Пол Нэши — Флинт
- Жерар Тичи — капитан Туркотт